# レイ・ウィルソン (ライダー)
レイモンド・"レイ"・ウィルソン（Raymond "Ray" Wilson、1947年3月12日 - ）は、イングランド南東部サリー州マートン（現在のマートン・ロンドン特別区）生まれの元オートバイ・レース選手。オートバイ競技の一種であるスピードウェイ (motorcycle speedway) の選手として、1972年にはペア世界選手権、1973年にはイギリス・スピードウェイ選手権 (British Speedway Championship) で優勝し、1970年代初期には5年にわたりイングランド代表チームの一員となり、この間にキャプテンも務めた。ウィルソンは、世界選手権決勝戦において、得点順位の首位となった最初のイングランド人であった。父親のロン・ウィルソン (Ron Wilson) も1950年代はじめにレスターやオックスフォードで活動したスピードウェイの選手であった。

## 国内戦績
サイクルスピードウェイの選手として、レスター・モナークス (Leicester Monarchs) に参加した後、父に倣ってモーターサイクル・スピードウェイの道に進んだ。リーグの予選会への参加を経て、1962年にレスター・スタジアム (Leicester Stadium) での初走行し、さらに、ライ・ハウス (Rye House) での練習走行を重ね、1963年にはロング・イーストン (Long Eaton) で後半のみの走行も行なった後、1963年にロング・イーストン・アーチャーズ (Long Eaton Archers) の一員となり、ストーク・ポッターズ (Stoke Potters) の緊急交替要員となり公式戦デビューを果たした。翌1964年もアーチャーズに所属したが、脚を骨折してシーズン途中で脱落した。1965年も、新たに設立されたスピードウェイ・イギリス連盟 (Speedway British League) に参加したアーチャーズに所属し、1966年には、連盟の公式戦すべてにアーチャーズの一員として参戦し、シーズン平均8.6ポイントを挙げた。同年の（北半球の）冬には、オーストラリアへ渡ってレースに参戦し、1967年にはさらに成績を上げ、平均10.36ポイントを挙げた。これによってウィルソンはイギリス選手権の決勝戦に進み、10ポイントを獲得して世界選手権決勝にも進み、8位に入った。
ロング・イーストン・アーチャーズが拠点をレスターに移し、レスター・ライオンズ (Leicester Lions) と改組された際にも、ウィルソンはチームに留まった。ウィルソンはライオンズで9シーズンを過ごし、ボーナス得点も含め、通算4千ポイント以上を獲得した。その後ウィルソンは、バーミンガム・ブラミーズ (Birmingham Brummies) に移籍して3シーズン所属してから、引退した。
スピードウェイ以外の活動では、ウィルソンは物流会社を経営している。
現在、ウィルソンは、地元レスターのチームで、広報大使役を務めている。

## 国際戦績
ウィルソンの国際対抗戦デビューは、1966年の対スコットランド戦で、1967年には、対スウェーデン戦と対ポーランド戦のテスト・マッチに出場した。20歳だった1967年のスピードウェイ世界チーム杯 (World Team Cup) には、全イングランド代表の一員として参加し、世界チーム杯に出場したイングランド人としては最年少の記録を残し、1967年から1968年にかけて、オーストラリア各地を転戦したイングランド・チームの一員となった。
1967年には、以降、通算4回出場することになったスピードウェイ世界選手権 (Speedway World Championship) 決勝戦への初出場を果たした。1972年には、テリー・ベッツ (Terry Betts) と組んで、スピードウェイ・ペア世界選手権 (Speedway World Pairs Championship) に優勝した。
ウィルソンは、1973年の世界チーム杯に優勝したスピードウェイ・イギリス代表チーム (Great Britain national speedway team) で主将を務めたほか、（イギリス代表として）1971年、1972年、および、（イングランド代表として）1974年にもナショナル・チームの一員となった。ウィルソンは、1971年に最高得点を記録したことから「ワールド・カップ・ウィリー (World Cup Willy)」という渾名が付いた。

## 世界選手権決勝
スピードウェイ個人世界選手権 (Individual Speedway World Championship) 決勝戦における戦績は以下の通り。
- 1967 -  イギリス ロンドン、ウェンブリー・スタジアム - 8位 - 7ポイント
- 1971 -  スウェーデン ヨーテボリ、ウッレヴィ - 4位 - 11ポイント
- 1973 -  ポーランド ホジュフ、シレジア競技場 - 14位 - 5ポイント
- 1975 -  イギリス ロンドン、ウェンブリー・スタジアム - 11位 - 5ポイント[4]